# Episodi di Sotto copertura
La serie televisiva Sotto copertura è composta da dieci episodi trasmessi originariamente in due stagioni, da Rai 1, tra il 2015 e il 2017.
La prima stagione, sottotitolata La cattura di Iovine, è composta da due episodi ed è andata in onda tra il 2 e il 3 novembre 2015. La seconda, invece sottotitolata La cattura di Zagaria, è composta da 8 episodi ed è stata trasmessa dal 16 ottobre al 6 novembre 2017.
| Stagione | Episodio                  | Prima TV        |
| -------- | ------------------------- | --------------- |
| 1        | Primo episodio            | 2 novembre 2015 |
| 1        | Secondo episodio          | 3 novembre 2015 |
| 2        | Primo e secondo episodio  | 16 ottobre 2017 |
| 2        | Terzo e quarto episodio   | 23 ottobre 2017 |
| 2        | Quinto e sesto episodio   | 30 ottobre 2017 |
| 2        | Settimo e ottavo episodio | 6 novembre 2017 |

## Seconda stagione

### Primo e secondo episodio
Dopo la cattura di Antonio Iovine il nuovo capo dei Casalesi Michele Zagaria riunisce gli altri camorristi e spiega loro come riorganizzarsi avvelenando l'infame Franzese. Su soffiata del boss rivale Antonio Barbagallo, il commissario Michele Romano accorre sul posto con i suoi uomini e arresta i camorristi ma Zagaria riesce a scappare appena in tempo e a rifugiarsi poi in un nuovo bunker sotto la casa della famiglia Ventriglia a Casapesenna. Romano è convinto che si nasconda proprio lì e inizia a lavorarci. Da Barcellona arriva quella che si pensa essere la figlia di Zagaria e non la nipote, Ágata Farina, ignara della sua vera identità. La ragazza si occuperà del marketing per il centro polifunzionale di proprietà di Zagaria e inizia a frequentare uno dei suoi uomini più fidati, Nicola Sasso (arrestato durante il blitz di Romano ma poi rilasciato). Zagaria capisce che a fare la soffiata è stato Barbagallo e lo costringe a incastrare Romano facendo sembrare agli inquirenti che il commissario non interferiva con i suoi affari in cambio di informazioni sul boss. Il vicequestore Visentin e la PM De Simone gli credono, iniziano a sospettare del commissario e chiedono di aiutarli all'ispettore Caputo, ragazzo di Chiara, figlia di Romano e studentessa a Edimburgo.
Cangiano trova una cimice nell'auto di Ventriglia e la porta a Zagaria che la distrugge. Romano, grazie a una soffiata della vedova di Franzese, capisce che Ventriglia, idraulico di professione, deve andare a Roma a prendere una poltrona massaggiante per la cervicale di Zagaria. Per le intercettazioni la squadra di Romano si affida ora all'esperta Laura Riccio, vecchia fiamma dell'ispettore Izzo. Romano chiede a Caputo se è intenzionato a chiedere la mano di sua figlia Chiara e, ricevuta dal giovane una risposta affermativa, gli dà la sua benedizione. Perciò Caputo organizza per Chiara, tornata a Napoli, una romantica cena, purtroppo guastata da una telefonata della PM. La squadra scopre che Ágata Farina è figlia di un muratore che aveva fatto i lavori al primo bunker del boss 23 anni prima. Zagaria inizia ad interessarsi alla giovane figlia dei Ventriglia, Giulia. Nicola preferisce tenere le distanze da Ágata che non capisce questo gesto; un giorno mentre fa footing il ragazzo la salva da un tizio che stava per abusare di lei e a casa sua la bacia non sapendo che Zagaria li sta spiando grazie a una videocamera nascosta. Visentin fa pedinare Romano scoprendo così che il suo nuovo informatore è Lidia Franzese, ora capo clan al posto del defunto marito che vuole vendicare. La squadra di Romano riesce a inserire una cimice nella poltrona prima del ritiro di Ventriglia ma risulta essere posizionata male da De Luca per la troppa fretta; l'ispettore per rimediare causa un guasto elettrico a casa di Ventriglia e fingendosi un tecnico piazza una cimice nel contatore vedendo di sfuggita lo stesso Zagaria. All'uscita dall'abitazione chiama Romano per riferirgli il fatto ma sulla strada di ritorno a casa Turco, uomo della Franzese a servizio di Zagaria, gli si affianca con la moto e lo fredda.
- Ascolti Italia: telespettatori 4 907 000 - share 20,2%[1]

### Terzo e quarto episodio
La squadra è distrutta per la morte di De Luca e Romano fa visita alla moglie Nora per comunicarle l'accaduto. Zagaria mostra a Nicola le immagini del bacio con Ágata rimproverandolo e lo costringe ad ammazzare lì nel bunker il ragazzo che aveva cercato di abusare di lei. Il ragazzo deve così trovare una scusa per allontanare Ágata e le dice che ha una relazione con la ragazza della reception della palestra. Cangiano distrugge anche la cimice che De Luca aveva messo nel contatore. Romano apprende dal telegiornale che è indagato con l'accusa di favoreggiamento per aver ottenuto informazioni investigative da Barbagallo in cambio di un presunto trattamento di favore; il PM Iodice e Visentin gli chiedono di abbandonare l'indagine su Zagaria ma lui decide di continuare e svela ai colleghi che il suo informatore è la Franzese. Izzo, nonostante il dolore per la morte del collega amico, ritorna in servizio e insieme a Caputo si finge netturbino per ritirare l'immondizia di casa Ventriglia; si decide poi di confrontare un mozzicone di sigaretta alla menta che Zagaria usa fumare con il DNA del fratello del boss rinchiuso nel carcere di Pavia ma il test è negativo perché la sigaretta sarebbe troppo deteriorata. Visentin fa notare a Caputo che ad uccidere De Luca è stato un uomo della Franzese non di Zagaria; l'ispettore si scaglia inizialmente contro Romano che dalla donna ottiene poi il nome di Daniele Turco, un suo affiliato che ormai è un cane sciolto. Caputo e Izzo decidono di piazzare una cimice all'interno di una vettura che portano all'autorimessa del criminale. Ágata intanto scopre che il cantiere per il centro commerciale a fianco del centro polifunzionale è di Zagaria, ignara che il boss è proprio l'uomo che crede essere suo zio, e che in quella zona la percentuale di tumori è altissima. Il boss dalle telecamere capisce che la polizia ha ritirato l'immondizia e viene informato che Romano ha fatto visita a suo fratello; Ventriglia per non destare sospetti affronta il commissario e lo invita a casa sua.
Ágata ha intuito che suo zio potrebbe essere il boss per via dello stesso problema di cervicale e pedina Nicola, che se ne accorge e le intima di non fare più domande; i due finiscono poi per fare l'amore. Romano va a casa dei Ventriglia ma non ottiene la loro collaborazione anche perché spiati da Zagaria che vuole far credere di aver cambiato nascondiglio. Romano ha capito il suo gioco e fa credere che non sospetta più dei Ventriglia ma in realtà tiene sotto controllo la casa grazie a foto aeree. Barbagallo racconta di aver consegnato 200000 € a Romano e la PM De Simone intima a Caputo di stare addosso al commissario. Zagaria preferisce non incontrare Turco e delega Cangiano; questi però ha paura di un agguato e ci manda Nicola. Per andare all'incontro al molo Turco usa la macchina messa sotto controllo dalla polizia e, nonostante un'arma puntata contro, sfotte Nicola perché vuole fare accordi solo con il boss.
Salvo segue Laura in ospedale e scopre che ha un tumore; dopo cena passano la notte insieme. Carlo va a cena dai Romano: lui e Chiara intendono informare i genitori di lei dell'intenzione di sposarsi; ma Chiara lo scopre mentre rovista nell'ufficio di casa per conto della De Simone e rompe il fidanzamento senza però dire niente al padre. Affrontando Zagaria, Ágata viene a sapere di essere sua figlia poiché sua madre aveva avuto una storia con lui; il boss le dice che sarà lei a portare avanti i suoi affari in modo pulito. La squadra di Romano capisce che il bunker si trova sotto un capannone abbandonato adiacente alla casa dei Ventriglia e che è allacciato elettricamente alla casa stessa. Decidono così di fare irruzione dopo aver avuto l'autorizzazione dal PM Iodice. Visentin però va prima a consegnare alla De Simone una copia dei riscontri ma lei decide di andare con lui e lascia il fascicolo sulla scrivania per leggerlo il giorno seguente; appena usciti dall'ufficio qualcuno si impossessa dei documenti e avvisa Zagaria, che si trova sotto la doccia.
- Ascolti Italia: telespettatori 4 835 000 - share 20,2%[2]

### Quinto e sesto episodio
Zagaria viene avvertito dell'operazione e fa staccare il contatore elettrico; la squadra di Romano ne viene a conoscenza e torna indietro. Visentin si arrabbia con la De Simone ma questa spiega che non c'entra nulla mentre Salvo li spia e attacca poi il collega poliziotto. Intanto Ágata cerca di tornare in Spagna ma in aeroporto viene fermata da Nicola che la riporta a casa. La Franzese dice a Romano che Turco è appassionato di gare di lotta clandestina; perciò Caputo da ex lottatore si infiltra nel giro di Massimiliano De Crescenzo detto il Sordo, ex pugile con precedenti per furto e spaccio. Gennaro Pepe cerca di entrare in casa di Ágata ma Nicola lo uccide appena in tempo e si libera del corpo mentre Zagaria, che ha visto le immagini, ordina a Cangiano di ammazzare il mandante Turco. Caputo ha la peggio in un incontro di lotta sotto i locali della funicolare rimanendo vittima di una commozione cerebrale; all'arrivo della polizia Turco cerca di scappare nei sotterranei ma viene fermato. Zagaria inizia così a sospettare della Franzese e Cangiano inizia a seguirla ma la donna viene portata in Procura dove la De Simone prova a convincerla a parlare di Romano. Intanto Laura si sente male in servizio per effetto della chemioterapia e racconta della sua malattia ai colleghi. A casa Ventriglia sale la tensione tra Domenico e Zagaria per le avances del boss verso Claudia.
Nicola aiuta Agata a prelevare dei campioni di sabbia nel cantiere del centro commerciale ma non sanno che ci sono delle telecamere. Cinzia, la ragazza della reception, è gelosa di Ágata e, venuta a conoscenza della sua storia dalla compagna di Cangiano, un giorno la affronta aprendole gli occhi su Zagaria che le avrebbe ucciso la madre dopo essere stato tradito. Di ritorno dalla Procura, la Franzese viene uccisa da Cangiano davanti a casa. Laura, spacciandosi per la cantante Teresa Langella, entra in chat con Domenico e immette un trojan nel pc dei Ventriglia, così da poter controllare la cronologia delle ricerche e da poter spiare la famiglia anche a computer spento. Inoltre la squadra scopre che Ventriglia dovrà recarsi a Modena per ritirare una turbina. A casa di Romano l'ispettore Caputo trova per caso una scatoletta con una cravatta regalata da Barbagallo e un bigliettino e così riferisce tutto alla De Simone che fa perquisire l'abitazione. Romano viene chiamato a rapporto dai PM Iodice e De Simone: la donna è appena tornata da Ginevra dove ha trovato una cassetta di sicurezza a nome di Romano con 200000 € in contanti che Barbagallo gli avrebbe dato in cambio dell'immunità. Al commissario viene notificato il divieto di dimora a Napoli e di conseguenza viene trasferito a Roma. Zagaria e Cangiano possono così brindare per averlo incastrato facilmente ma ora devono risolvere un altro problema: Nicola e Ágata.
- Ascolti Italia: telespettatori 4 610 000 - share 19%[3]

### Settimo e ottavo episodio
Romano si insedia nel suo nuovo ufficio a Roma accolto dal capo della polizia Marinelli al quale chiede di non sciogliere la sua squadra. Un'esplosione distrugge la sede dell'associazione "Terra viva" dove Stefania, l'amica di Ágata, teneva il campione di sabbia del cantiere. Stefania e l'amica agente Laura Riccio pressano Ágata affinché raccolga più informazioni così da poter sporgere denuncia per inquinamento ambientale. Carlo, attaccato da Chiara, confessa il tradimento a Romano che inizialmente lo manda via e poi dopo cena lo rimanda a Napoli. La De Simone, appoggiata da Iodice, vuole sospendere l'indagine su Zagaria ma si scontra con Visentin. La squadra ricostruisce i legami familiari di Ágata e provano a pedinarla con un drone che però si blocca appena iniziano i fuochi d'artificio. A Ginevra intanto Romano ottiene un copia del registro delle cassette di sicurezza e scopre che chi ha voluto incastrarlo ha falsificato la sua firma registrando una data in cui effettivamente lui era stato in Svizzera. Zagaria incontra la figlia ma non crede alle sue dolci parole e ordina a Nicola di ucciderla perché sa troppe cose; questo finisce di nuovo per fare l'amore con lei ma la mattina seguente le spara e il boss osservando le immagini è convinto che sia morta. Ágata in realtà è viva e spara a Cangiano mentre questo sta per uccidere Nicola il quale prende così il suo posto a fianco a Zagaria. Nicola si decide però a collaborare grazie all'insistenza di Caputo: Ágata viene così posta in un programma di protezione e lui conferma che il boss si nasconde sotto casa Ventriglia.

7 dicembre 2011 - ore 7.45: Iodice autorizza a Visentin l'intervento che viene coordinato da Romano. Nicola dovrebbe portare Zagaria in un nuovo bunker ma con una scusa si allontana. Ore 9.00: Zagaria viene avvisato che sta arrivando la polizia ma Ventriglia si rifiuta di portarlo via nonostante le minacce e anzi fa entrare Romano e i suoi uomini. Il boss fa un'ultima chiamata alla vedova di Cangiano per capire com'è la situazione in superficie e le rivela che Nicola le ha ammazzato il marito. Salvo fa staccare la corrente a tutta l'area e inizia la trivellazione. Dopo un primo appello di Romano, Zagaria si arrende e viene aperto il bunker. Romano gli concede di farsi una doccia dopo di che viene portato in commissariato a Caserta e lui farà ritorno a Roma.
Il 18 dicembre 2013 Romano (Vittorio Pisani) verrà assolto continuando a lavorare nella Capitale, mentre Zagaria sconterà l'ergastolo al Carcere di Opera in regime di 41 bis, il PM (Catello Maresca) continuerà la sua attività alla Procura di Napoli, il comune di Casapesenna verrà sciolto per mafia e il centro polifunzionale verrà bonificato e completato.
- Ascolti Italia: telespettatori 5 071 000 - share 20,1%[4]